# Cova de les Goges
|  | No s'ha de confondre amb Cau de les Goges. |

La Cova de les Goges és un jaciment desaparegut de Sant Julià de Ramis (Gironès), inclòs a l'Inventari del Patrimoni Arqueològic i Paleontològic de Catalunya.
Va desaparèixer per unes obres d'ampliació de la carretera N-II, a Sant Julià de Ramis.
Les excavacions van proporcionar indústria de sílex i cristall de roca, amb alguns burins i raspadors, així com nombrosos resquills i fulles. Es pot considerar de la cultura magdaleniana.
Es tractava d'un cau habitació de reduïdes dimensions, constituït per tres conductes càrstics connectats entre ells, corresponent al Paleolític superior (solutrià). Descobert per Vinyes i Palou l'any 1899 i excavat per F. Riuró, M. Oliva i Sanz durant l'ampliació de la Carretera Nacional II l'any 1967.
En diferents etapes d'excavació s'hi recollí indústria lítica de sílex, a més de l'utillatge habitual usat durant tot el Paleolític superior: raspadors, burins, laminetes de dors. Contenia les típiques peces bifacials que caracteritzen les indústries solutrianes. S'hi trobà també un cristall de roca bipiramidal. Objectes d'ornament, entre els quals hi ha un ullal de cérvol perforat i nombrosos mol·luscs marins, constituïts per caragols i petxines, sovint perforats, i abundants exemplars de dents de mar (dentalium). També s'hi recuperà un punxó d'os datat en 11.500 BP i situat culturalment en el magdalenià.